# Jusqu'au bout (téléfilm)
Pour les articles homonymes, voir Jusqu'au bout.
Pour plus de détails, voir Fiche technique et Distribution.
Jusqu'au bout est un téléfilm français réalisé par Maurice Failevic et diffusé en 2005.

## Synopsis
En juillet 2000, l'usine Chimotex de Cravennes classée « Seveso » est mise en liquidation judiciaire après la fuite du patron. En désespoir de cause, les salariés se barricadent dans l’usine qu’ils menacent de faire sauter s’ils n’obtiennent pas un plan social. Librement inspiré des évènements qui ont entouré la lutte des salariés de Cellatex à Givet, le film donne à voir l'exaspération des salariés licenciés qui se sentent floués et les difficultés d'un jeune délégué syndical à la tête du mouvement, qui doit composer avec les salariés, l'appareil syndical et les pouvoirs publics pour trouver une issue.

## Fiche technique
- Réalisateur : Maurice Failevic
- Scénariste : Maurice Failevic
- Photographie : Nicolas Guicheteau
- Montage : Alain Caron
- Production : Jean Bigot
- Musique : Michel Portal
- Sociétés de production : VLR Productions, V.F. Films Productions
- Distribution : Arte
- Pays :  France
- Genre : Drame
- Durée : 90 minutes
- Date de diffusion : 26 novembre 2005 sur France 3

## Distribution
- Bernard-Pierre Donnadieu : Vincent Guérin
- Rachid Bouali : Khader Abdelli
- Jean-Paul Dubois : Roger Depierre
- Robert Lucibello : Dino
- Jacques Gallo  : Pierrot
- Didier Agostini : André
- Xavier Memeteau : Raymond
- Moussa Rerzki : Ferhat
- Didier Raymond : Le préfet
- Laurent Manzoni : Berton
- Xavier de Guillebon : Raincy
- Lisa Livane : Mado
- Christophe Huysman : Kerboul

## Récompenses
- Bernard-Pierre Donnadieu : FIPA d'or 2005 du meilleur acteur
- Maurice Failevic : FIPA d'argent 2005 de la meilleure fiction